# 砂金伸
砂金 伸（いさご しん、1960年11月29日 - ）は日本のサッカー指導者。

## 経歴
- 競技歴
  - 1976 - 1979 千葉県立船橋東高等学校
  - 1979 - 1983 日本体育大学学友会サッカー部
  - 1983 - 2004 千葉教員サッカークラブ
- 指導歴（単独チーム）
  - 1984 - 1990　千葉県立幕張西高等学校
  - 1990 - 2000 千葉県立船橋古和釜高等学校
  - 2000 - 2012 千葉県立八千代高等学校（2000岐阜インターハイ第3位、2006第85回全国高等学校サッカー選手権大会第3位）
  - 2012 - 2018 習志野市立習志野高等学校
  - 2018 - 千葉県立幕張総合高等学校
- 指導歴（選抜チーム）
  - 1989 - 1990 国体・千葉県成年男子2部監督
  - 1990 - 1996 国体・千葉県成年男子1部コーチ
  - 1996 - 2000 国体・千葉県少年男子コーチ（1997大阪国体第3位、1998神奈川国体優勝、1999熊本国体優勝）
  - 2002 - 2003 国体・千葉県少年男子監督（2002高知国体優勝）
  - 2003   日本高校選抜 主務兼コーチ（デュッセルドルフ国際ユース大会第3位）
  - 2009   日本高校選抜 監督（デュッセルドルフ国際ユース大会）
  - 2011 - U-12モデル地区トレセン（千葉・長生地区担当）
- 取得ライセンス
  - 1988 JFA公認C級コーチ
  - 2000 JFA公認B級コーチ
  - 2005 JFA公認A級コーチ
  - 2007 JFA公認S級コーチ
  - 2009 JFA公認A級U-12コーチ